# Broeders (2017)
Broeders is een Nederlandse dramafilm uit 2017 geregisseerd door Hanro Smitsman. De film ging op 23 september 2017 in première tijdens het Nederlands Film Festival.

## Verhaal
De film volgt de broers Hassan en Mourad. De twee zijn tegenpolen van elkaar, zo is Hassan stand up-comedian en is Mourad militair. Hun jongere broertje Yasin doet vrijwilligerswerk in een vluchtelingenkamp in Jordanië, de paniek slaat bij de familie toe als hij spoorloos verdwijnt door de oorlog van Syrië. Hierop besluiten de twee oudere broers met minimale voorbereiding de levensgevaarlijke tocht naar Daraa af te reizen om hun broertje in het oorlogsgeweld te zoeken.

## Rolverdeling
| acteur                | personage        |
| --------------------- | ---------------- |
| Achmed Akkabi         | Hassan           |
| Walid Benmbarek       | Mourad           |
| Bilal Wahib           | Yasin            |
| Ghalia Takriti        | Suha             |
| Mostafa Bekerroum     | Belgische Jihadi |
| Jamil Zraikat         | Abdulrahman      |
| Dunya Khayame         | Layla            |
| Rachida Iaallala      | Fadila           |
| Mahjoub Benmoussa     | Karim            |
| Semy Benmbarek        | Driss            |
| Sophie van Winden     | detective        |
| Hamzeh Shaker Mahadin | Jahadi 1         |
| Nairuz Ajlouni        | Jahadi 2         |
| Kamal Al Muhaisen     | boer             |
| Dina Raad-Yaghnam     | moeder van Suha  |
| Amin Safi             | opa van Suha     |
| Mohammad Emad Alhusi  | Bashir           |
| Ali Elayan            | commandant       |

## Achtergrond
De film werd geregisseerd door Hanro Smitsman en geproduceerd door Germen Boelens. Het scenario van de film werd geschreven door Marc Linssen, Roeland Linssen, Alma Popeyes en Hein Schütz. Een deel van de opnamen voor de film werden daadwerkelijk in vluchtelingenkampen in Jordanië gedraaid. Hoofdrollen in de film waren weggelegd voor onder anderen Achmed Akkabi, Walid Benmbarek en Bilal Wahib.
Broeders ging op 23 september 2017 in première tijdens het Nederlands Film Festival in Utrecht. Vijf maanden later, op 15 februari 2018, kwam de film pas voor het grote publiek in de bioscopen.
BNNVARA die als productiebedrijf meewerkte aan de film, zond in mei 2018 deze in twee delen uit op NPO 2.